# 富山県道55号富山空港線
富山県道55号富山空港線（とやまけんどう55ごう とやまくうこうせん）は、富山県富山市を通る県道（主要地方道）である。

## 概要
富山空港へ通じる幹線道路である。全線幅員20mで、開通当初から電線を地下に埋設している。また、川をイメージしたモクゲンジとサツキの植樹帯を備え、正面の剱岳に向って真すぐ伸びている。熊野川に架かる空港橋は、比較的シンプルな橋で、高欄や親柱に山のイメージを取り入れるなど、郷土の文化性の視点が導入されているのが特徴である。

### 路線データ
- 起点：富山県富山市秋ヶ島（富山空港）
- 終点：富山県富山市蜷川（空港口交差点、国道41号交点）

## 歴史
- 1984年（昭和59年）3月14日 - 富山空港開港に合わせて、予定より2年早く開通[1]。
- 1993年（平成5年）5月11日 - 建設省から、県道富山空港線が富山空港線として主要地方道に指定される[2]。

## 地理

### 通過する自治体
- 富山市

### 交差する道路
- 富山県道69号富山笹津線（富山市秋ヶ島・富山空港前交差点）
- 国道41号[1]（富山市蜷川・空港口交差点、終点）